# Condado de Kimble
O Condado de Kimble é um dos 254 condados do estado norte-americano do Texas. A sede do condado é Junction, e sua maior cidade é Junction.
O condado possui uma área de 3 240 km² (dos quais 1 km² estão cobertos por água), uma população de 4 468 habitantes, e uma densidade populacional de 1,5 hab/km² (segundo o censo nacional de 2000).
O condado foi criado em 1858 e batizado em homenagem a George C. Kimble.